# Eta Pyxidis
Désignations
Eta Pyxidis ou η Pyxidis est une étoile de la constellation de la Boussole. Elle est faiblement visible à l'œil nu avec une magnitude apparente visuelle de +5,27. Sur la base d'un décalage annuel de la parallaxe de 14,07 mas, elle est située à environ 232 années-lumière de la Terre. À cette distance, la magnitude visuelle de l'étoile est diminuée d'un facteur d'extinction de 0,07 en raison de la poussière interstellaire.
C'est une étoile blanche de la séquence principale avec un type spectral A0 V. Elle est âgée d'environ 67 millions d'années et tourne rapidement avec une vitesse de rotation projetée de 238 km/s. L'étoile a 2,51 fois la masse du Soleil et rayonne 42 fois la luminosité du Soleil depuis sa photosphère à une température effective d'environ 11 614 K.